# Ballybrittas
Ballybrittas (irl. Baile Briotáis) – wieś w hrabstwie Laois w Irlandii 5 km na południowy wschód od Monasterevin przy drodze R445, dawniej N7 (Dublin – Limerick). Od południowego zachodu wieś okrąża autostrada M7. Liczba ludności: 331 (2011).
Najbliższe szkoły podstawowe znajdują się Rath i Killenard. W obrzeżach wsi działają dwa kluby sportowe GAA: Courtwood GAA założony w 1962 roku i działający przy szkole w Rath, zrzeszający graczy futbolu gaelickiego i hurlingu oraz O’Dempsey’s GAA założony w 1952 roku w pobliskim Killenard, zrzeszający graczy futbolu gaelickiego.